# Tie a Yellow Ribbon Round the Ole Oak Tree
«Tie a Yellow Ribbon Round the Ole Oak Tree» (Завяжите жёлтую ленту на старом дубе) — популярная песня Ирвина Ливайна и Ларри Рассела Брауна 1973-го года выпуска. В исполнении Тони Орландо и «Dawn» в апреле 1973 года на четыре недели заняла первые места в национальных хит-парадах США и Великобритании. Многократно исполнялась ведущими поп-музыкантами мира, в том числе Перри Комо, Фрэнком Синатрой, Дином Мартином, Энди Уильямсом и другими. Карел Готт представил версию на чешском языке.

## Интересные факты
Была известна в СССР с русским текстом Ильи Резника. В этой версии была выпущена на пластинке в исполнении ВИА «Акварели» под названием «Дилижанс», Сергеем Захаровым под названием «Свадебное путешествие на воздушном шаре», а также исполнена оркестром и вокальной группой «Диско» Игоря Петренко под названием «Море и ты» (слова А.Шутко). В первых двух случаях был неверно указан автор музыки: в первом случае был указан Берт Бакарак, во втором — Ф. Дюваль. Так же песня «Эльвира» с пластинки «Бенефис Людмилы Гурченко» (русский текст Бориса Пургалина) указана с авторством Бакарака. С текстом Резника прозвучала также в фильме «Золотая мина», в сцене, когда герой Киндинова со специальным заданием находится в ресторане. Текст Резника не является адаптированным переводом. В оригинальном тексте на английском языке повествование ведётся от имени освободившегося заключённого, который просит свою возлюбленную, в случае если она до сих пор ждёт его, подать ему знак — повязать жёлтую ленточку вокруг старого дуба. В американских традициях повязывание таких ленточек означает знак солидарности с заключёнными или заложниками.
[Автор песни категорически отрицает «криминальность» персонажа песни и сообщает, что идея текста восходит к старой легенде о бывшем солдате, возвращающемся из лагеря для солдат армии Севера в плену у армии Конфедерации времен Гражданской войны в США: «This is „NOT“ the story of a convict who had told his love to tie a ribbon book to a tree outside of town. I know because I wrote the song one morning in 15 minutes with the late lyrical genius Irwin Levine. The genesis of this idea came from the age old folk tale about a Union prisoner of war — who sent a letter to his girl that he was coming home from a confederate POW camp in Georgia…. Anything about a criminal is pure fantasy…. — L. Russell Brown»
Очевидно, автор русской статьи не учел, что prison в первую очередь переводится как плен, а не как тюремное заключение.]